# Abraham Begeyn

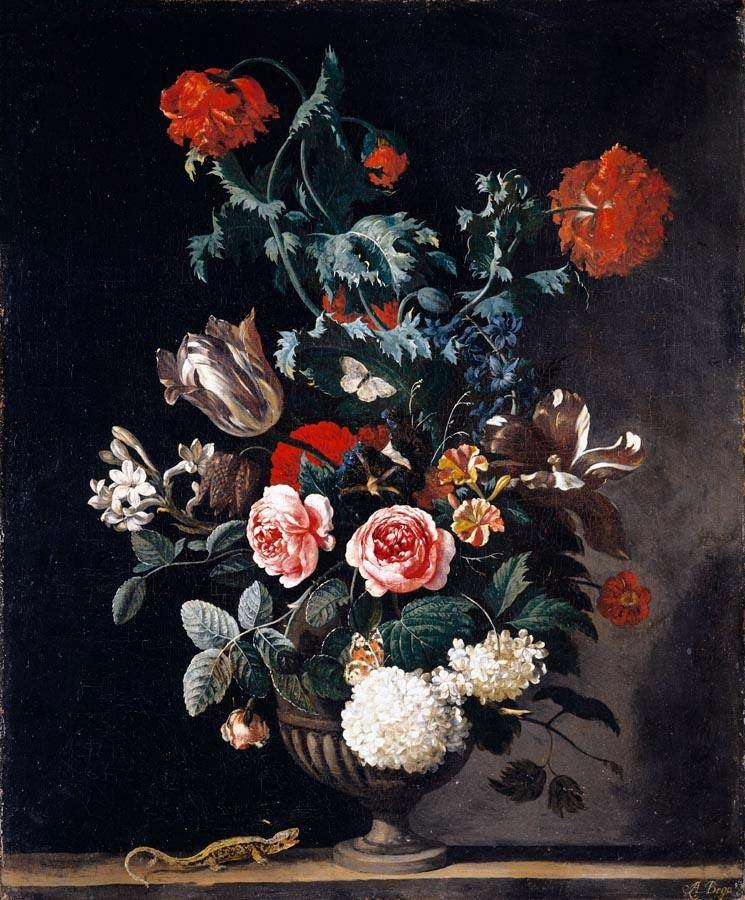
Bloemen in een stenen vaas, 1670

Abraham Jansz. Begeyn (Leiden, 1637 - Berlijn, 11 juni 1697) was een Nederlands kunstschilder en tekenaar uit de periode van de Gouden Eeuw. Hij vervaardigde onder meer stillevens, stadsgezichten en italianiserende landschappen. Hij was mogelijk een leerling van Nicolaes Pietersz. Berchem en onderging ook invloed van Jan Asselijn en Otto Marseus van Schrieck.
Begeyns vroegste gedateerde werk stamt uit 1653. In 1655 trad hij toe tot het Leidse Sint-Lucasgilde. In de jaren 1659 - 1660 reisde hij naar Frankrijk en Italië en bezocht daar Parijs, Rome en Napels. In 1672 was hij in Amsterdam, en het jaar daarop in Londen. In Engeland werkte hij in Ham House in Surrey, samen met Willem van de Velde de Jonge en Dirck van den Bergen. Hij maakte er drie schilderijen voor de graaf van Lauderdale. Van 1681 tot 1685 was hij in Den Haag, waar hij lid werd van het schildersgenootschap Pictura.
In 1688 trok hij naar Berlijn, waar hij hofschilder werd voor keurvorst Frederik III, de latere koning van Pruisen. In zijn opdracht reisde hij veelvuldig door Duitsland om afbeeldingen te maken van diens landgoederen en van steden en dorpen.
Begeyn overleed in Berlijn ten gevolge van een val van een stelling waarop hij aan het werk was.
Werk van Abraham Begeyn bevindt zich onder meer in de Hermitage in Sint-Petersburg, de National Gallery en het Courtauld Institute of Art in Londen en in de Koninklijke Musea voor Schone Kunsten van België in Brussel.